# Asperö
Asperö – miejscowość (tätort) w Szwecji, w regionie administracyjnym (län) Västra Götaland, w gminie Göteborg.
Według danych Szwedzkiego Urzędu Statystycznego liczba ludności wyniosła: 398 (31 grudnia 2015), 419 (31 grudnia 2018) i 427 (31 grudnia 2019).